# Le Complot contre l'Amérique
Le Complot contre l'Amérique (titre original : The Plot Against America) est un roman uchronique de Philip Roth publié en 2004. 
Le prix Sidewise lui a été attribué cette même année.

## Résumé

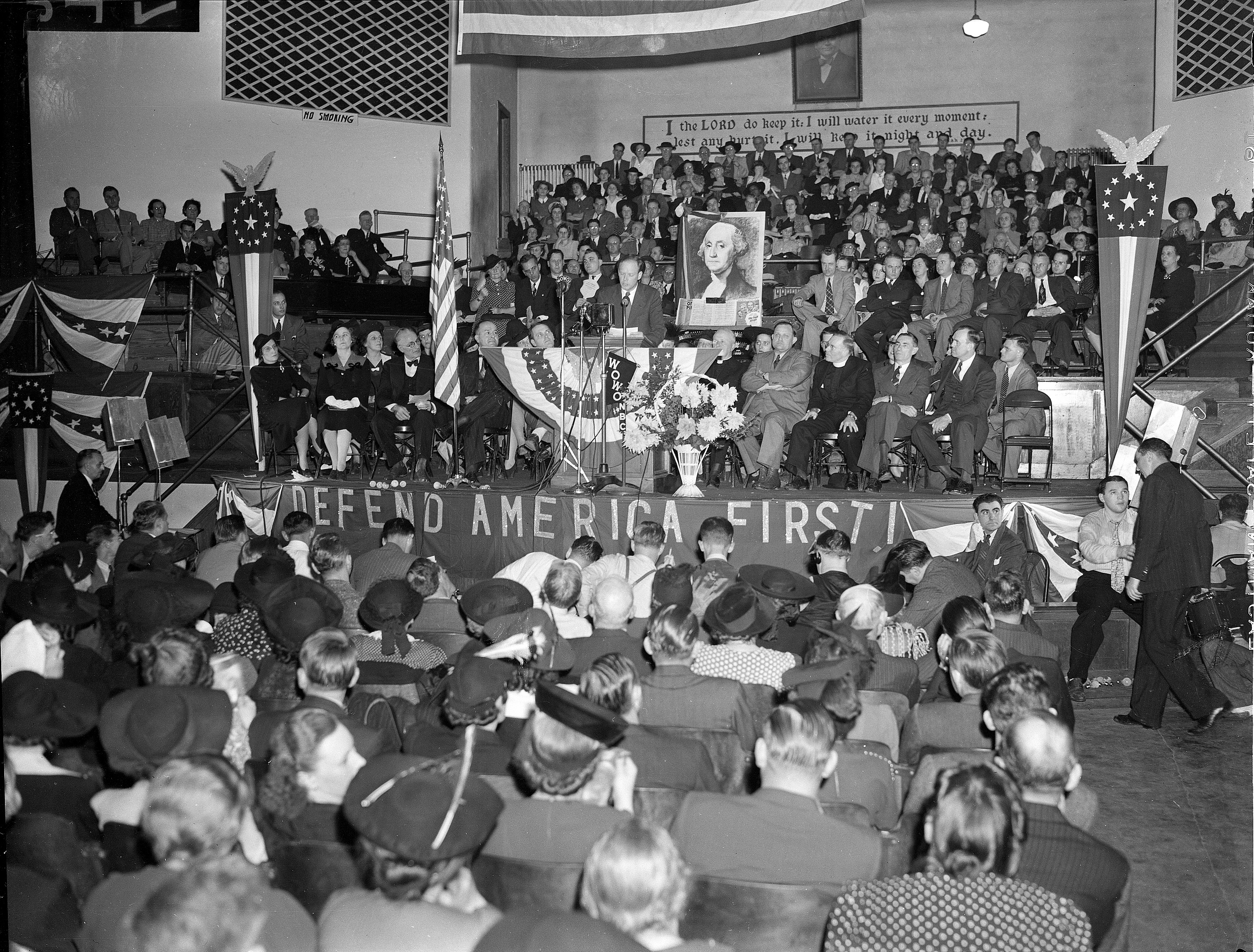
Lindbergh prenant la parole à un meeting du comité America First.

Le Complot contre l'Amérique est une uchronie se déroulant dans les années 1940 aux États-Unis. Le narrateur, qui porte le nom de Philip Roth, décrit ses souvenirs d'enfant issu d'une famille juive du New Jersey. En 1940, le président Franklin Delano Roosevelt n'a pas été réélu et c'est l'aviateur Charles Lindbergh, sympathisant du régime nazi et membre du comité America First, qui est devenu président des États-Unis au terme d'une campagne teintée d'antisémitisme et axée principalement sur le refus de voir l'Amérique prendre part au conflit qui ravage l'Europe. Une fois arrivé au pouvoir, Lindbergh s'empresse de conclure avec Hitler un pacte de non-agression.
Ce roman mêle faits historiques avérés et événements imaginaires : les discours violemment antisémites de Lindbergh lors de la campagne contre l'intervention des États-Unis dans la guerre sont authentiques. Mais sa candidature à la présidence des États-Unis est de l'ordre de la fiction ainsi que les événements qui en découlent. Roth décrit une subtile montée de l'antisémitisme au sein de la société américaine et l'inquiétude croissante au sein de la communauté juive. Raconté du point de vue d'un enfant, à travers les événements qui touchent sa famille et son voisinage, le récit met en scène les diverses attitudes des personnages face à la montée potentielle d'un fascisme américain.

## Sources

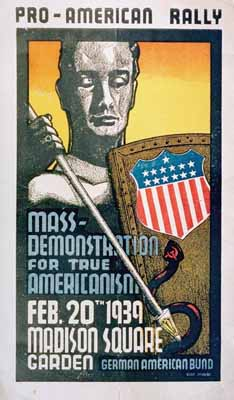
Affiche pour le rassemblement organisé par le Bund germano-américain le 20 février 1939 au Madison Square Garden de New York.

L'idée du roman est venue à l'auteur en lisant dans l'autobiographie d'Arthur Schlesinger Jr. les pages consacrées à Lindbergh en 1940,.
Dans une note au lecteur du post-scriptum, Roth cite les sources dont il s'est servi pour écrire son roman, en particulier pour y introduire des personnalités historiques auxquels il attribue un rôle fictif :
- Une biographie de Lindbergh[5], dont un extrait figure en document annexe du livre. Son discours prononcé au meeting d'America first le 11 septembre 1941 à Des Moines est également retranscrit en annexe[6] (dans le roman, des extraits sont utilisés pour un discours qu'il prononce au même endroit, mais un an plus tôt que dans la réalité).
- Une biographie de son épouse, Anne Morrow Lindbergh[7], ainsi qu'un ouvrage isolationniste écrit par cette dernière[8].
- Divers écrits concernant Burton Kendall Wheeler (vice-président de Lindbergh)[9],[10],[11].
- Une monographie sur l'antisémitisme de Henry Ford[12] (ministre de l'Intérieur du gouvernement Lindbergh[13]), et un ouvrage antisémite écrit par Ford lui-même[14].
- Des biographies de Roosevelt[15],[16],[17],[18], ainsi qu'un recueil de ses discours[19].
- Une biographie de Harold LeClair Ickes[20].
- Des biographies de Walter Winchell[21],[22].
- Des biographies de Fiorello LaGuardia[23],[24].
- Des monographies sur le comité America First[25] et le mouvement nazi aux États-Unis[26].
- Une histoire de la République des États-Unis[27].
- Divers dictionnaires et encyclopédies[28],[29],[30],[31],[32],[33],[34],[35],[36],[37].
- Le Centre de ressources biographiques du Newark Evening News et du Star-Ledger.
- Une étude historique sur trois affaires d'antisémitisme, dont celle concernant Leo Frank[38].
- Une monographie sur l'importance de la boxe dans la culture juive américaine[39].

## Personnages historiques
À la fin de l'ouvrage, l'auteur présente la biographie réelle de ses personnages historiques, d'après les sources citées ci-dessus :
- Bernard Baruch
- Ruggiero Boiardo (membre de la pègre de Newark)
- Louis Brandeis
- Charles Coughlin
- Amelia Earhart
- Meyer Ellenstein (maire de Newark)
- Edward Flanagan (fondateur du Boys Town)
- Henry Ford
- Leo Frank
- Felix Frankfurter
- Joseph Goebbels
- Hermann Goering
- Hank Greenberg
- William Randolph Hearst
- Heinrich Himmler
- J. Edgar Hoover
- Harold L. Ickes
- Fritz Julius Kuhn
- Fiorello H. LaGuardia
- Herbert H. Lehman (associé dans la Lehman Brothers, gouverneur de New York)
- John L. Lewis
- Charles Lindbergh
- Anne Morrow Lindbergh
- Henry Morgenthau
- Vincent Murphy (maire de Newark)
- Gerald P. Nye (sénateur républicain du Dakota du Nord)
- Westbrook Pegler (journaliste d'extrême droite)
- Joachim Prinz
- Joachim von Ribbentrop
- Eleanor Roosevelt
- Franklin D. Roosevelt
- Leverett Saltonstall
- Gerald L. K. Smith (pasteur antisémite)
- Allie Stolz (boxeur juif de Newark)
- Dorothy Thompson
- Burton K. Wheeler
- David T. Wilentz (attorney général du New Jersey)
- Walter Winchell
- Abner "Longy" Zwilman

## Propos de Philip Roth au sujet de son roman
Josyane Savigneau rapporte que l'auteur classe son roman parmi ses livres sur la peur, aux côtés de Némésis. Ces deux romans lui permettent également de faire revivre Weequahic, le quartier juif de Newark où il a passé son enfance. Dans un article du New York Times, Roth précise qu'il lui a fallu trois ans de travail pour écrire  Le Complot contre l'Amérique. Il  s'est identifié au narrateur qui raconte ce qui lui est arrivé soixante ans plus tôt, alors qu'il avait entre sept et neuf ans. La principale difficulté était de faire coïncider le point de vue restreint de l'enfant avec celui du narrateur adulte, qui dispose du recul nécessaire pour décrire l'ensemble des événements. C'est pour le romancier l'occasion de rendre hommage à l'énergie de ses parents dans un portrait fidèle, tout en imaginant comment ils auraient réagi si un président antisémite avait été élu en 1940. Pour les besoins de l'intrigue, le portrait de son frère est moins fidèle à l'original. Les Wishnow, les voisins de l'appartement du dessous, sont eux complètement fictifs, car ils sont les principales victimes du drame qui se noue autour du narrateur. Roth ne se reconnaît pas de modèle littéraire dans sa démarche de ré-invention du passé, même si elle peut s'apparenter à celle de romans qui imaginent l'Histoire future, comme 1984 de George Orwell. Il s'est efforcé de restituer l'atmosphère de l'époque aussi fidèlement que possible, afin que le récit paraisse authentique malgré son entorse à la vérité historique. Si Lindbergh avait réellement reçu l'investiture du parti républicain, Roth estime qu'il aurait pu être élu à la place de Roosevelt. Le romancier imagine donc les conséquences qu'auraient eues cette élection d'un président notoirement isolationniste et antisémite, mais en laissant planer le doute sur d'éventuelles mesures discriminatoires qu'il aurait pu décider à l'encontre de la communauté juive. Le ressort dramatique essentiel réside dans l'inquiétude qui étreint cette communauté, à tort ou à raison.

## Analyse critique

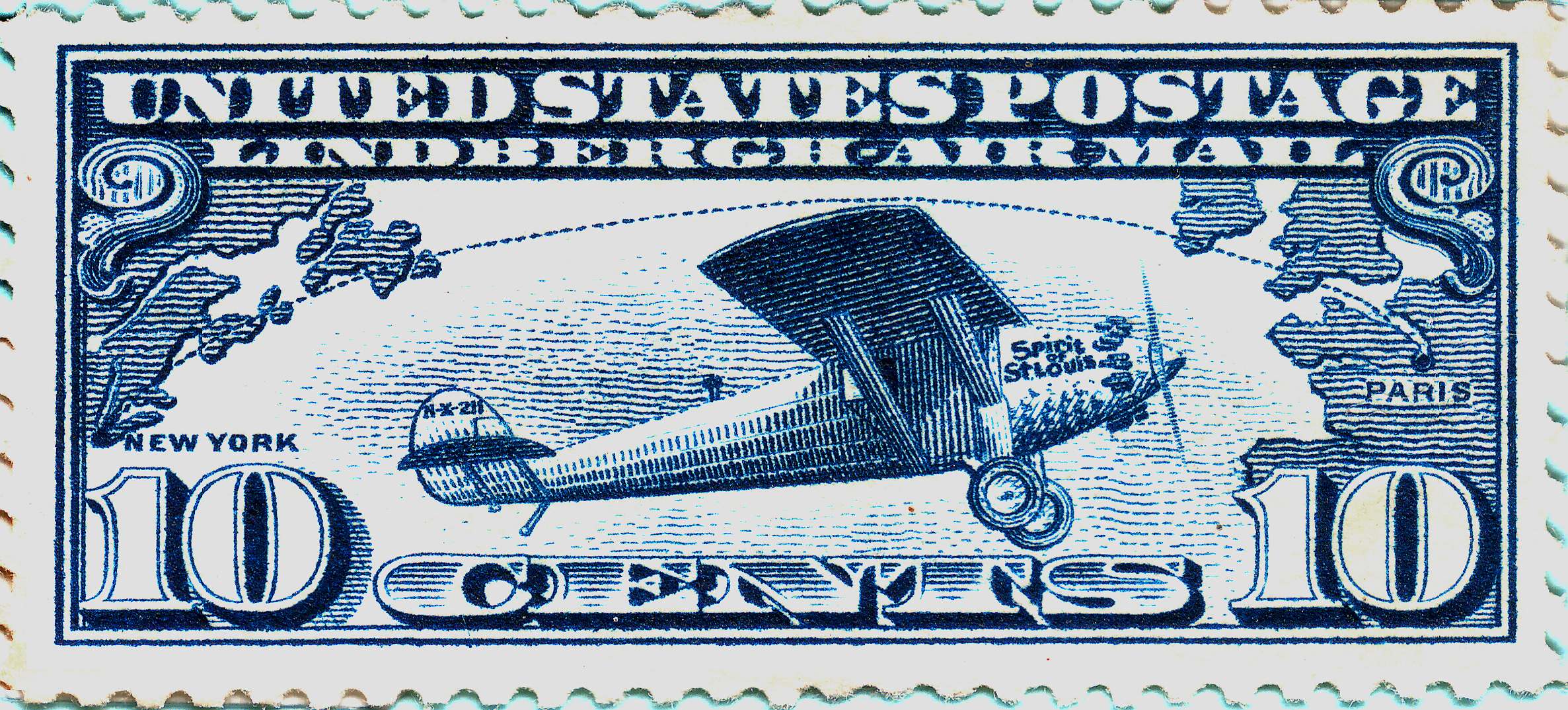
Timbre-poste représentant le Spirit of St. Louis de Lindbergh, pièce maîtresse de la collection de timbres du jeune Philip Roth dans le roman.

Paul Berman et Martine Chard-Hutchinson voient dans ce roman une ré-invention de l'histoire des États-Unis dont le but est de montrer le risque d'une possible dérive fasciste de ses institutions, dans la lignée de Cela ne peut arriver ici de Sinclair Lewis,. Maxime Decout  insiste sur le caractère épique de ce roman qui apparaît en contrepoint d'un récit souvent teinté d'humour, à travers les souvenirs d'enfant du narrateur. Il oppose la figure héroïque que voudrait incarner Lindbergh, notamment en pilotant à nouveau le Spirit of St. Louis, à la figure rassurante de Roosevelt, qui a permis à la communauté juive des États-Unis de s'intégrer au rêve américain, tout en manifestant son engagement contre le régime nazi au cours des années 1940. Daniel Rondeau admire l'habileté de l'auteur à faire alterner des atmosphères contrastées dans une intrigue dense où se mêlent l'Histoire (vraie et falsifiée) et les aléas de la vie quotidienne de la famille juive. Il émet cependant des réserves sur le risque de confusion que peut entraîner chez le lecteur cette façon dont « Philip Roth tire la langue à l'Histoire ». D'après Bruno Corty, Roth nous plonge « dans un cauchemar si crédible qu'on en oublie tout simplement qu'il n'a jamais eu lieu ». Agnès Gruda partage ce « sentiment de confusion entre la fiction et la réalité, le passé et le présent ». Bien que Benjamin Anastas porte un jugement globalement positif, il estime que le livre est plus révélateur des idées politiques de Roth que de vérités profondes sur l'American way of life. Certains autres critiques ont violemment attaqué ce roman. En particulier, Bill Kauffman nie toute sympathie pro-nazi chez Lindbergh. Il considère America First comme un mouvement purement pacifiste, et il accuse Roth de dresser un portrait haineux de l'Amérique rurale, des catholiques, et des Américains moyens qui osaient s'opposer à la machine de guerre de Roosevelt. Stanley Crouch parle de « péché historique » à propos de l'absence de toute référence à la ségrégation raciale bien réelle à l'encontre des Afro-Américains, alors que cette fiction évoque un pogrom qui n'a jamais existé aux États-Unis.

## Analogie avec des événements réels

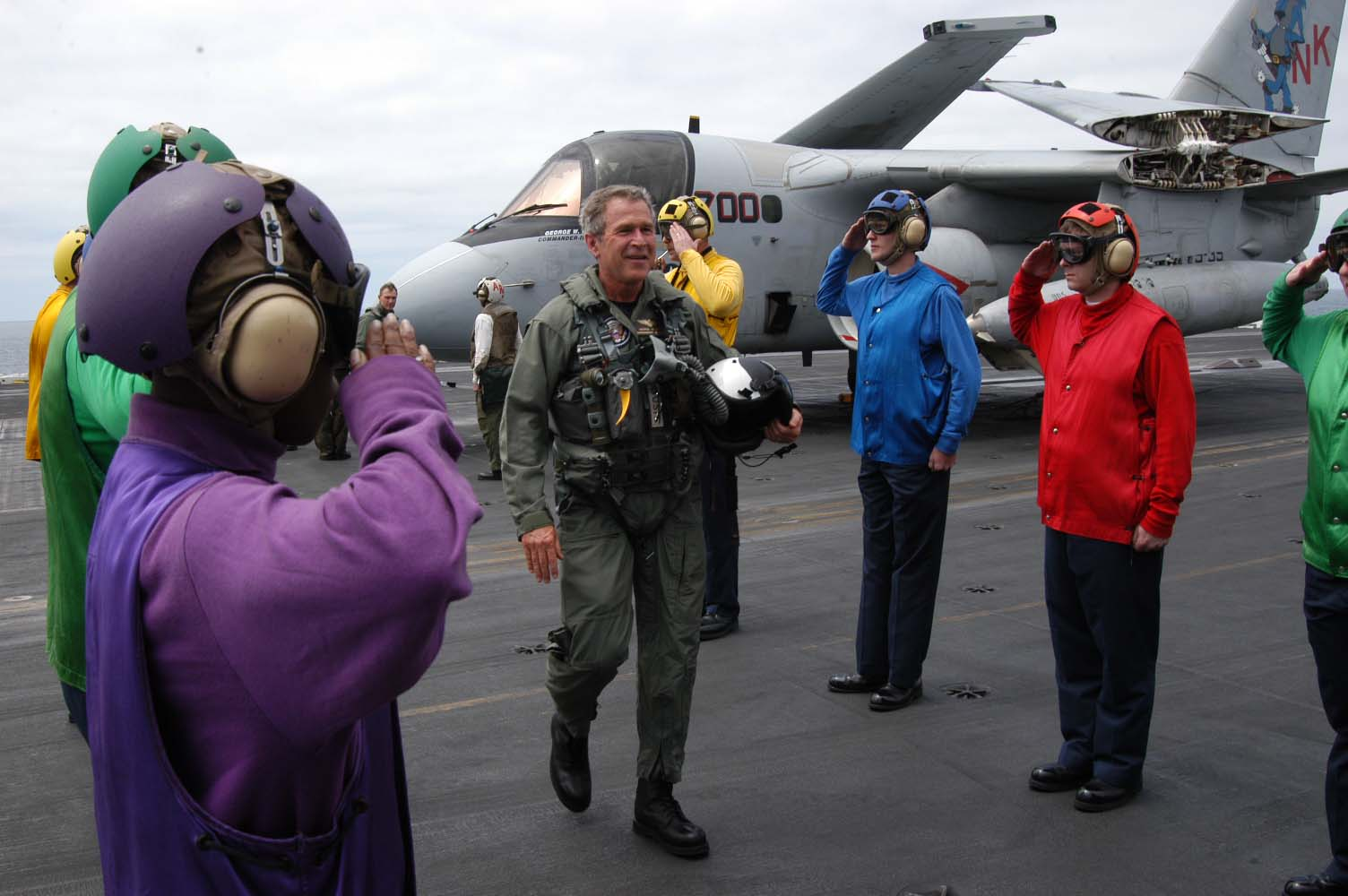
George W. Bush débarquant du Lockheed S-3 «Navy one» pour annoncer le succès de l'invasion de l'Irak en mai 2003.

Dans son article paru dans le New York Times lors de la sortie du livre en 2004, Roth s'est défendu d'avoir voulu écrire un roman à clef qui parlerait de l'Amérique contemporaine, sous couvert d'une fiction située dans le passé. Mais il termine ce même article par une critique acerbe contre George W. Bush, qu'il accuse de menacer la liberté des citoyens américains piégés par un état « armé jusqu'aux dents », dans un retournement imprévu de l'Histoire. Et il cite à ce propos son propre roman :

« Retourné comme un gant, l’imprévu était ce que nous, les écoliers, étudiions sous le nom d’« histoire », cette histoire bénigne, où tout ce qui était inattendu en son temps devenait inévitable dans la chronologie de la page. La terreur de l’imprévu, voilà ce qu’occulte la science de l’histoire, qui fait d’un désastre une épopée. »

— Philip Roth (traduit par Josée Kamoun), Le complot contre l'Amérique

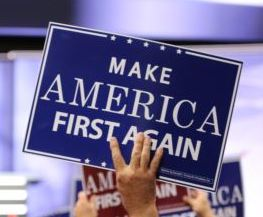
Pancarte indiquant l'un des thèmes retenus pour la convention républicaine en juillet 2016, qui aboutit à l'investiture de Donald Trump. Ce dernier a repris en plusieurs occasions le slogan « America First ».

Il est en effet tentant pour le lecteur de faire des comparaisons avec l'actualité. Dans le mois qui a suivi la publication de ce livre, plus de 180 articles lui ont été consacrés, et la plupart faisait allusion, au moins succinctement, à l'administration Bush. Par exemple, Keith Gessen fait un parallèle entre le président Lindbergh se faisant acclamer aux commandes d'un avion bimoteur Lockheed Interceptor, et George W. Bush, ancien pilote de chasse, appontant sur l'USS Abraham Lincoln à bord de Navy One pour annoncer la fin des combats après l'invasion de l'Irak. Paul Berman rapproche également « les manipulations cyniques de l'administration Bush » des pratiques encore plus cyniques des régimes autoritaires « pur jus » de la sinistre époque où se situe le roman. Bruno Odent rappelle par ailleurs que la candidature de Bush à l'élection présidentielle de 2000 reprenait des arguments isolationnistes dans la lignée de ceux de Lindbergh.
Plus récemment, l'élection de Donald Trump en 2016 a suscité un regain d'intérêt pour les comparaisons entre le roman et la reprise du slogan « America first » par le nouveau président,. Interrogé à ce sujet par Judith Thurman, Roth a fait part de son incompréhension face à cette élection, bien plus improbable selon lui que ne l'aurait été en son temps celle d'un héros national tel que Lindbergh. Pour cette même journaliste et pour Pierre Assouline, l'estime mutuelle affichée par le candidat Trump et le président Vladimir Poutine pourrait être rapprochée des relations imaginées par le romancier entre Lindbergh et Hitler. Mark P. Bresnan voit encore d'autres point de convergences : Lindbergh et Trump sont tous deux riches et célèbres, ils possèdent un avion privé, mais surtout leurs discours sont teintés de nationalisme ethnique à l'encontre des juifs pour le premier ou des immigrants mexicains pour le second.

## Adaptation
- 2020 : The Plot Against America, mini-série de six épisodes diffusée sur la chaîne HBO.